# Туркестанский сомик
Туркестанский сомик (лат. Glyptosternon reticulatum) — пресноводная лучепёрая рыба семейства багариевых отряда сомообразных.

## Описание
Длина тела самок до 15 см, самцов до 25 см. Окраска тёмно-коричневая, иногда с мелкими тёмными пятнами на теле и плавниках. Рыло очень широкое, из-за чего голова выглядит обрубленной. Глаза очень маленькие, рот нижний. На передней части головы 4 пары усиков: одна на верхней челюсти, другая у задних ноздрей, 2 пары на нижней челюсти. В спинном плавнике 1 жёсткий луч и 6 мягких, в анальном 2—3 жёстких и 5 мягких. Грудные плавники по длине почти равны длине головы и не достигают брюшных, гладкий колючий луч грудного плавника скрыт в массивной кожистой складке. Жировой плавник длинный, отделён незначительным промежутком от хвостового.

## Ареал и места обитания
Туркестанский сомик распространён на юге Центральной Азии. Обитает в верхних течениях Амударьи, Сырдарьи, Инда и Тарима. Населяет воды с температурой +12…+24 °C, pH около 7,0 и жёсткостью dH до 20°. Донная рыба, обычно держится под камнями, в русле реки на очень быстром течении.

## Питание
Питается бентосом: личинками подёнок, ручейников и прочими водными беспозвоночными.

## Размножение
Нерест в июне. Икринки туркестанского сомика по сравнению с ним самим крупные, диаметром до 3 мм. Самцы охраняют кладку.